# Чужі на дикому заході
Чужі на дикому заході — фантастичний фільм 2009 року.

## Сюжет
Дикий Захід. Страту засудженого до смерті Сема Денвілля перериває неймовірне вторгнення — місто атаковане колонією гігантських інсектоїдов. Люди, які вижили після атаки змушені ховатися у місцевій церкві. Серед них — Сем, що має намір власними силами дати відсіч інопланетним загарбникам.